# ナイトスラッシャーズ
『ナイトスラッシャーズ』（Night Slashers）は、1993年にデータイーストからアーケードゲームとして発売されたベルトスクロールアクションゲーム。「ナイトスラッシャーズ」を自称する者たちが怪物たちに立ち向かう物語である。
『コミックゲーメスト』1994年3月号には、池上竜矢によるみ切りコミカライズ作品が掲載された。また、独特の世界観は後年、内藤泰弘の漫画『血界戦線』の元ネタとして引用されている。
後にデータイーストの版権を取得したジー・モードから許諾を得たForever Entertainmentより、リメイク版『ナイトスラッシャーズ：リメイク』がPlayStation 4/PlayStation 5/Xbox One/Xbox Series X/S/Nintendo Switch用ソフトとして2024年9月26日に発売された。また2025年春には、レイニーフロッグよりPlayStation 4/PlayStation 5/Nintendo Switch向けのパッケージ版も発売予定。

## 内容
本作は、連続攻撃、ジャンプ攻撃、掴み攻撃といったベルトスクロールアクションでは定番のシステムに加え、独自のシステムもいくつか用意されている。このうち「好物システム」は、同じ回復アイテムを取っても使用キャラクターにより体力回復量が異なるというものである。たとえば蒸し餃子の場合、好物としている紅華(ホンファ)が取ると回復量が大きいが、他の二人ではあまり回復しない。これ以外にも、溜め攻撃である「オーラ技」や、敵を地面に埋め込んだうえでの追い討ちなどが挙げられる。また、隠し技が多く、複数人でのプレイによって発動する合体技もある。
なお、ゲーム中ではボス含めた殆どの敵が名称不明であり、本項では便宜上の呼称で記載する。
また、本作は残酷描写を特徴としており、日本語版において流血シーンの修正はないが、海外では血の色や暴力シーンのレベルを変えることができる。

### ストーリー
ある日、空想の存在であるはずのモンスターたちが世界中に出現し、世界を混乱に陥れる。その3か月後、サイボーグのジェイク・ホワイト、バンパイア・ハンターのクリストファー・スミス、そして退魔師の趙　紅華が「ナイトスラッシャーズ」を名乗り、モンスターたちに立ち向かう。
最初に、彼らはゾンビや改造人間を次々と生み出しているという病院に潜入する。マッドサイエンティストを排除した後、一行はフランケンシュタインの怪物と対峙する。
病院を後にした一行は、幽霊馬車やゴーレムの妨害を受けながらも、バンパイア・ロードの城へと到着する。鎧の騎士が一行を待ち構えるが、騎士の本体が剣であることを見抜かれ、撃破される。そして、一行はスミスの仇でもあるバンパイア・ロードを倒す。
それから、一行は2つの魔力の源がモンスターたちを動かしていることを突き止め、メキシコのアステカ文明の遺跡へ行き、そのうちの1つを破壊する。オーストラリアの秘密基地にあるもう一つの魔力の源を破壊する際、死神が現れる。その死神は、太古の悪霊・古代王ザルツとの契約でモンスターたちを送り込んだ実行犯である。
死神を撃退した後、一行は秘密基地の中枢で機械の肉体に宿った古代王ザルツと対峙する。一度は撃破するものの、今度は上半身にだけになったザルツが襲い掛かってくる。

## プレイヤーキャラクター
ジェイク・ホワイト
両腕をサイボーグ化したモンスターハンター。ゲーム中の位置づけとしてはパワーキャラである。
好物はハンバーガー、フライドチキン、バドワイザーだが、ソロプレイだとこれらのフードが登場しないため、回復量は全キャラ中最低。そのため、ソロプレイの1コインクリアは困難を極める。
クリストファー・スミス
代々と続く、バンパイアハンターの家系出身。ゲーム中の位置づけとしてはバランスキャラである。
好物はシチュー、甘い物。彼は甘党であり、ケーキを肴にお酒を飲めるほどである。ちなみに攻撃のフィニッシュには十字架を使うが、海外版では水晶玉に変更されている。
後年、内藤泰弘の漫画作品『血界戦線』で、クラウス・V・ラインヘルツのモデルとして引用されている。
趙 紅華
中国系の退魔師。ゲーム中の位置づけとしてはスピードキャラである。
同じく退魔師を目指している妹がいるが、実力は紅華にとうてい及ばない模様。データイースト公式で描かれた『コミックゲーメスト』の4コマ漫画によると、普段はレンタルビデオ店でアルバイトをしているらしい。
ゾンビ系の敵を得意とする。ゾンビ系の敵は作中最も数が多いため、ザコ敵との戦いでは絶大な力を発揮するが、ジェイクとは逆にボス戦は攻撃力補正のかかる相手が少ない。
好物は肉まん、ココナッツミルク。
劉 飛鈴（リュウ・フェイリン）
中国のオペラの名手。「リメイク」の追加キャラクター。